# Episodi di Poirot (undicesima stagione)
L'undicesima stagione di Poirot è composta da 4 episodi della durata di 94 minuti.
| nº | Titolo originale       | Titolo italiano    | Prima TV Inghilterra | Prima TV Italia |
| -- | ---------------------- | ------------------ | -------------------- | --------------- |
| 1  | Mrs McGinty's Dead     | Fermate il boia    | 1º settembre 2008    | 31 gennaio 2010 |
| 2  | Cat Among the Pigeons  | Macabro quiz       | 8 settembre 2008     | 24 aprile 2010  |
| 3  | Third Girl             | Sono un'assassina? | 15 settembre 2008    | 24 gennaio 2010 |
| 4  | Appointment with Death | La domatrice       | 25 dicembre 2009     | 17 aprile 2010  |

## Fermate il boia
- Titolo originale: Mrs McGinty's Dead
- Diretto da: Ashley Pearce

### Trama
James Bentley viene arrestato per l'omicidio della vecchia signora McGinty. Sembra un caso aperto e chiuso, ma il sovrintendente Spence non ne è convinto. Si rivolge a Poirot per avere aiuto e insieme all'amica scrittrice di Poirot, Ariadne Oliver, cercano di scoprire il vero assassino.
- Romanzo originale: Fermate il boia

## Macabro quiz
- Titolo originale: Cat Among the Pigeons
- Diretto da: James Kent

### Trama
La signora Bulstrode, anziana preside di una scuola inglese per ragazze, viene avvertita da un parente di aver riconosciuto alla scuola qualcuno dei suoi giorni di servizio all'intelligence. Quando si verifica un omicidio Poirot cerca di risolverlo e trova connessioni tra una rivoluzione nel mediorientale regno di Ramat e i gioielli scomparsi del principe Ali Yusuf.
- Romanzo originale: Macabro quiz

## Sono un'assassina?
- Titolo originale: Third Girl
- Diretto da: Dan Reed

### Trama
Tre ragazze single dividono un appartamento a Londra. La prima lavora come segretaria, la seconda come artista e la terza, che contatta Poirot in cerca di aiuto, scompare credendo di essere un'assassina. Ci sono pistole, coltelli a scatto e macchie di sangue ma senza prove evidenti ci vorrà la tenacia di Poirot per stabilire se la terza ragazza sia colpevole, innocente o pazza.
- Romanzo originale: Sono un'assassina?

## La domatrice
- Titolo originale: Appointment with Death
- Diretto da: Ashley Pearce
- Romanzo originale: La domatrice

### Trama
In vacanza a Gerusalemme, Poirot sente parlare di una spedizione archeologica in Siria condotta dall'eccentrico lord Boynton e da suo figlio Leonard, che credono di essere sulle tracce della testa di san Giovanni Battista. Portato a visitare lo scavo, Poirot incontra l'affascinante, dominatrice e favolosamente ricca seconda moglie americana di Boynton. Ad ogni modo, gli eventi vengono scossi dalla scoperta del corpo di lady Boynton e dalla rivelazione della sua fortuna. A Poirot viene dato l'incarico di trovare l'assassino e, come al solito, non è a corto di sospettati.